# Albanie au Concours Eurovision de la chanson 2013
L'Albanie a participé au Concours Eurovision de la chanson 2013 et a sélectionné son représentant par la sélection nationale "Festivali I Këngës" 2012, organisé par le diffuseur RTSH.

## Festivali i Këngës 51
Le 11 juillet 2012, le diffuseur albanais RTSH a annoncé que l'Albanie allait participer au Concours Eurovision de la chanson 2013 qui se tiendra à Malmö en Suède. Les artistes et les compositeurs pouvaient envoyer leurs chansons à la RTSH les 8 et 9 octobre 2012. Les artistes doivent être albanais et les chansons devaient l'être également. Les paroliers devaient avoir une seule chanson pour la compétition, ils ne pouvaient collaborer avec plusieurs artistes. Un jury professionnel a choisi les chansons qui allaient concourir lors de cette présélection.
Le 24 septembre 2012, la RTSH a annoncé que les demi-finales auraient lieu les 20 et 21 décembre 2012 et que la finale, elle, aurait lieu le 22 décembre 2012.
Les chansons ont été dévoilés le 2 décembre 2012. Il faut noter la présence parmi ces artistes d'Anjeza Shahini qui a représenté l'Albanie au Concours Eurovision de la chanson 2004 pour sa première participation, elle a terminé 7e. Mais également celle de la représentante de l'Albanie en 2009, Kejsi Tola.

### Jury
Pour cette édition du Festivali i Këngës, le jury était composé de 7 membres : 4 albanais, 1 maltais, 1 hongrois et 1 italien.
Voici la composition du jury :
- Nicola Caligiore (Italie)
- Joseph Mizzi (Malte)
- Szilvia Püspök (Hongrie)
- Sokol Shupo, compositeur et professeur de musique
- Justina Aliaj, chanteuse et actrice
- Zef Coba, compositeur
- Petrit Ymeri, compositeur

### Première demi-finale
La première demi-finale eu lieu le 20 décembre 2012.
| Ordre | Artiste               | Chanson               | Traduction                       |
| ----- | --------------------- | --------------------- | -------------------------------- |
| 1     | Selami Kolonja        | "Ku je?"              | Où es-tu ?                       |
| 2     | Rosela Gjylbegu       | "Dëshirë"             | Vœu                              |
| 3     | Kejsi Tola            | "S'jemi më atje"      | Nous ne sommes plus là désormais |
| 4     | Vesa Luma             | "S'jam perfekt"       | Je ne suis pas parfait           |
| 5     | Elis Nova             | "Ajo"                 | Ça                               |
| 6     | Kozma Dushi           | "Ëndërr mbete ti"     | Tes rêves restent                |
| 7     | Bon Bon Band          | "Humbur"              | Perdu                            |
| 8     | Dr. Flori & Fabi      | "Jam ti!"             | Je suis toi                      |
| 9     | Merland Kademi        | "Këtu fillon parajsa" | Ici commence le paradis          |
| 10    | Rezarta Smaja         | "Ti?"                 | Toi ?                            |
| 11    | Ardian Bujupi         | "I çmendur për ty"    | Fou pour toi                     |
| 12    | Xheni & Enxhi Kumrija | "Arti i një fundi"    | L'art d'une fin                  |
| 13    | Arjela Krasniqi       | "Më thuaj pse?"       | Dis-moi pourquoi ?               |

- Chansons qualifiées pour la finale

### Deuxième demi-finale
La deuxième demi-finale aura lieu le 21 décembre 2012.
| Ordre | Artiste                         | Chanson                  | Traduction             |
| ----- | ------------------------------- | ------------------------ | ---------------------- |
| 1     | Arjan Dredhasi                  | "Fluturim i lirë"        | Vol libre              |
| 2     | Adrian Lulgjuraj & Bledar Sejko | "Identitet"              | Identité               |
| 3     | Hersi Matmuja                   | "Kush ta dha këtë emër?" | Qui t'a donné ce nom ? |
| 4     | Lynx                            | "Si ty askush"           | Personne comme toi     |
| 5     | Entela Zhula                    | "Dyert e parajsës"       | Les portes du paradis  |
| 6     | Anjeza Shahini                  | "Love"                   | Amour                  |
| 7     | Kelly                           | "Ylli im polar"          | Mon étoile brille      |
| 8     | Bojken Lako                     | "Lot... Jetë? Dashuri"   | Larmes... Vie ? Amour  |
| 9     | Marsela Çibukaj                 | "Mijëra netë"            | Milliers de nuits      |
| 10    | Valon Shehu                     | "Nuk do të ndal"         | Ils seront arrêtés     |
| 11    | Ani Çuedari                     | "Më ler një ëndërr"      | Laisse-moi rêver       |
| 12    | Na                              | "Sa larg"                | A quelle distance      |
| 13    | Flaka Krelani                   | "Tek ti në shpirt"       | A toi dans ton esprit  |

- Chansons qualifiées pour la finale

La chanson "Më ler një ëndërr" chantée par Ani Çuedari, qualifiée, a été ensuite disqualifiée avant la finale.

### Finale
La finale eut lieu le 22 décembre 2012, les finalistes ayant été annoncés à la fin de la deuxième demi-finale, et sont présentés dans le tableau ci-dessous :
| Ordre | Artiste                         | Chanson                  | Traduction                       | Points | Place |
| ----- | ------------------------------- | ------------------------ | -------------------------------- | ------ | ----- |
| 1     | Ardian Bujupi                   | "I çmendur për ty"       | Fou pour toi                     | 10     | 11    |
| 2     | Valon Shehu                     | "Nuk do të ndal"         | Ils seront arrêtés               | 0      | 15    |
| 3     | Merland Kademi                  | "Këtu fillon parajsa"    | Ici commence le paradis          | 40     | 5     |
| 4     | Kelly                           | "Ylli im polar"          | Mon étoile brille                | 3      | 12    |
| 5     | Rezarta Smaja                   | "Ti?"                    | Toi ?                            | 36     | 7     |
| 6     | Kejsi Tola                      | "S'jemi më atje"         | Nous ne sommes plus là désormais | 42     | 4     |
| 7     | Lynx                            | "Si ty askush"           | Personne comme toi               | 1      | 14    |
| 8     | Hersi Matmuja                   | "Kush ta dha këtë emër?" | Qui t'a donné ce nom ?           | 48     | 3     |
| 9     | Rosela Gjylbegu                 | "Dëshirë"                | Vœu                              | 11     | 9     |
| 10    | Flaka Krelani                   | "Labirint i zemrës"      | A toi dans ton esprit            | 39     | 6     |
| 11    | Vesa Luma                       | "S'jam perfekt"          | Je ne suis pas parfait           | 0      | 15    |
| 12    | Anjeza Shahini                  | "Love"                   | Amour                            | 62     | 2     |
| 13    | Adrian Lulgjuraj & Bledar Sejko | "Identitet"              | Identité                         | 74     | 1     |
| 14    | Bojken Lako                     | "Lot... Jetë? Dashuri"   | Larmes... Vie ? Amour            | 27     | 8     |
| 15    | Selami Kolonja                  | "Ku je?"                 | Où es-tu ?                       | 0      | 15    |
| 16    | Dr. Flori & Fabi                | "Jam ti!"                | Je suis toi                      | 11     | 9     |
| 17    | Xheni & Enxhi Kumrija           | "Arti i një fundi"       | L'art d'une fin                  | 2      | 13    |

## À l'Eurovision
L'Albanie a participé à la deuxième demi-finale du Concours Eurovision de la chanson 2013, le 16 mai 2013. Terminant à la 15e place, avec 31 points, ce score ne permis pas au pays de concourir lors de la finale.